# Les Imposteurs (film, 1991)
Pour les articles homonymes, voir Les Imposteurs.
Pour plus de détails, voir Fiche technique et Distribution.
Les Imposteurs (The Object of Beauty) est un film britannico-américain réalisé par Michael Lindsay-Hogg, sorti en 1991.

## Synopsis
Jake et Tina vivent en couple au-dessus de leurs moyens dans un grand hôtel de Londres. Lui est courtier et attend d'être payé d'une opération de transport de cacao bloqué par des événements politiques dans le pays de production. La situation se dégrade quand sa carte de crédit est refusée et quand les chèques reviennent impayés. La direction de l'hôtel somme le couple de payer, mais à chaque fois, il parvient à retarder l'échéance tout en sachant qu'il ne pourra faire perdurer cette situation. Tina a alors une idée, elle possède une petite sculpture d'Henry Moore que lui a offert son ex et qui est assurée. L'idée est donc de confier la statuette à une amie et d'arnaquer l'assurance.
Mais un beau matin Jenny, une employée sourde et muette de l'hôtel se prend un coup de cœur pour la statuette et la vole. Cette disparition provoque une crise dans le couple de Jake et Tina, chacun se persuadant que l'autre l'a caché à son insu. Le frère de Jenny découvre la statuette et essaie de la revendre, mais personne n'en veut ; il finit par la jeter au milieu d'un tas d'immondices. Tina et Jake chacun de leur côté font en vain le tour des amis et relations pour savoir qui pourrait bien détenir la statuette. Le détective de l'hôtel ne trouve rien et l'assurance fait passer une annonce en promettant une prime à celui qui rapportera l'objet. Jenny, effrayée par les proportions prise par l'affaire, restitue la statuette en la déposant en catimini sur la table de chevet de Jake.
Celui fou de joie, s'en va prévenir Tina que tout est arrangé. Mais entre-temps, un homme se souvient que le frère de Jenny lui avait proposé cette statuette ; alléché par la prime, il tente de la retrouver, et finit par torturer le frère. Affolé à l'idée qu'on puisse lui faire du mal, Jenny s'en va de nouveau voler la statuette. Quand Jake revient à l'hôtel avec Tina, il ne la retrouve plus. Finalement l'inspecteur de l'assurance parvient à la récupérer, Jake et Tina la vendent aux enchères et leurs ennuis sont provisoirement terminés. Quand, à la fin du film, l'inspecteur demande à Jenny pourquoi elle a volé la statuette, celle-ci répond : « Parce qu'elle me parlait et que je l'entendais... »

## Fiche technique
- Titre français : Les Imposteurs
- Titre original : The Object of Beauty
- Réalisation : Michael Lindsay-Hogg
- Scénario : Michael Lindsay-Hogg
- Musique : Tom Bähler (en)
- Photographie : David Watkin
- Montage : Ruth Foster
- Production : Jon S. Denny
- Sociétés de production : Avenue Pictures & Winston Films
- Société de distribution : Avenue Pictures
- Pays :  Royaume-Uni,  États-Unis
- Langue : Anglais
- Format : Couleur - Dolby Stéréo - 35 mm - 1.85:1
- Genre : Comédie dramatique
- Durée : 99 min
- Dates de sortie :
- 12 avril 1991
- 3 juin 1992

## Distribution
- John Malkovich : Jake
- Andie MacDowell : Tina
- Lolita Davidovich (VF : Micky Sébastian) : Joan
- Rudi Davies : Jenny
- Joss Ackland (VF : Louis Arbessier) : M. Mercer
- Bill Paterson : Victor Swayle
- Ricci Harnett : Steve
- Peter Riegert (VF : Henri Courseaux) : Larry
- Jack Shepherd (en) : M. Slaughter
- Roger Lloyd-Pack : Frankie